# Martincourt (Oise)
Martincourt település Franciaországban, Oise megyében. Lakosainak száma 137 fő (2022. január 1.). Martincourt Achy, Crillon, Grémévillers, Hanvoile és Vrocourt községekkel határos.

## Népesség
A település népességének változása:
| Lakosok száma | 142  | 130  | 129  | 128  | 130  | 133  | 135  | 135  | 137  |
|               | 2013 | 2015 | 2016 | 2017 | 2018 | 2019 | 2020 | 2021 | 2022 |